# 上越国境
上越国境（じょうえつこっきょう）は、上野国（今の群馬県）と越後国（同新潟県）の間を東西に走る国境である。現在では群馬県と新潟県との県境を指す。日本海に注ぐ信濃川水系と太平洋に注ぐ利根川水系を分かつ中央分水嶺をなす山脈上にある。県境の最西端は長野県との3県境がある白砂山であり、最東端は福島県との3県境がある尾瀬であるが、上越国境と呼ばれる地域は、主に峠やトンネルのある西側である。三国山脈がほぼ重なっている。

## 特徴

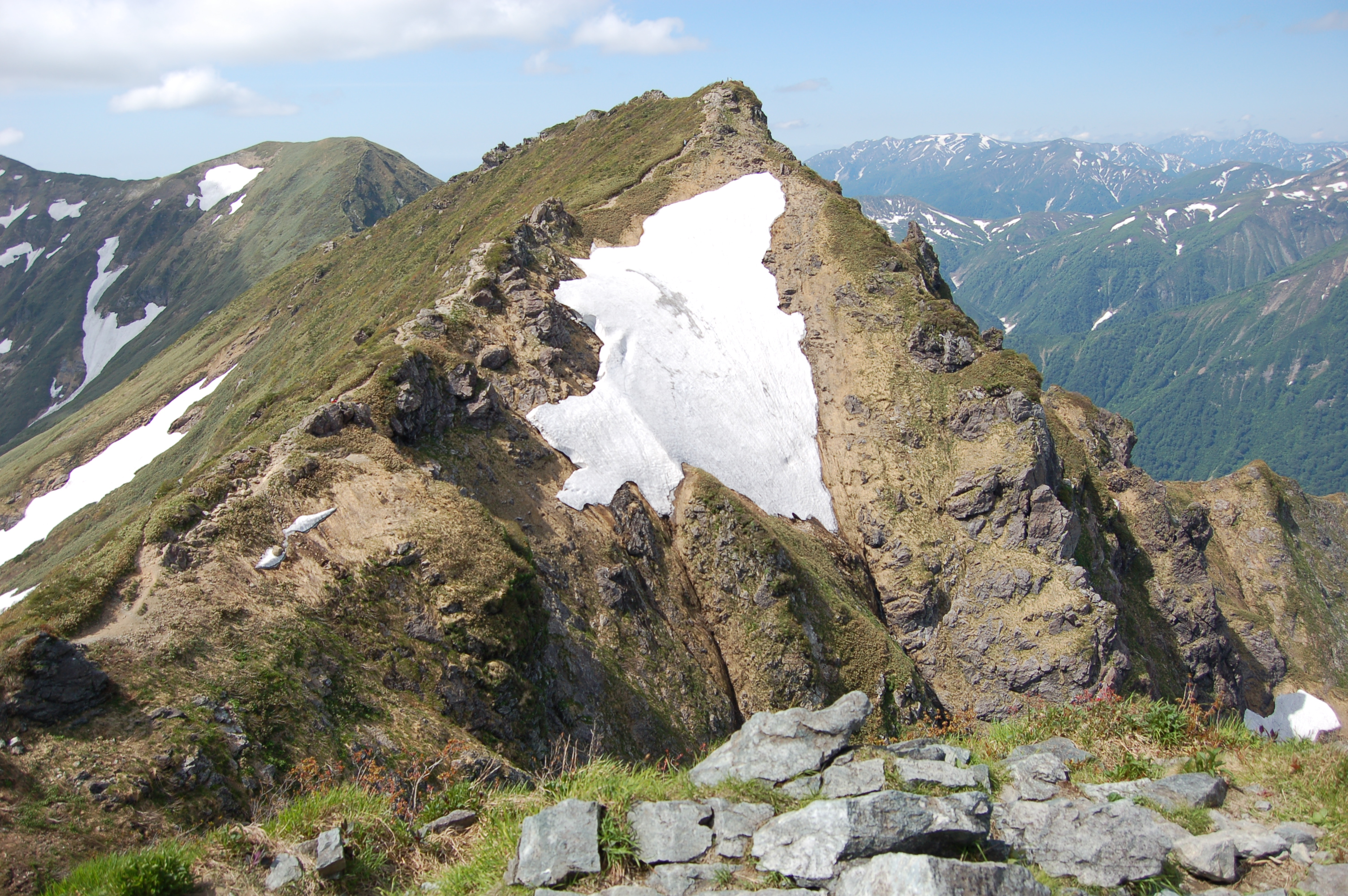
谷川岳山頂・オキの耳（標高1,977m）。谷川岳周辺は大規模な岩場が多く、ロッククライミングの名所である。

上越国境の山々は標高が2,000m前後とさほど高くはないが、中央分水嶺にあるため日本海側と太平洋側の空気がぶつかり合い、気候の変化が激しく日照時間が短い。このため、夏・冬ともに降水量が多く、集中豪雨、豪雪、雪崩などが多発し、もともと傾斜が急な山々が激しく浸食されて急峻で複雑な地形となっている。このような気候の厳しさと地形は、交通だけでなく登山などのレジャーにおいてもたびたび脅威となっている。とくに谷川岳では統計が開始された1931年（昭和6年）以降、2005年（平成17年）までに781名の死者が出ており、この数は世界的に見ても多い。
また、森林限界となる標高が低く、比較的低いところで高山植物がみられる。

## 国境越えの歴史
上越国境を超える道には主に清水峠ルート（群馬県利根郡みなかみ町 - 新潟県南魚沼市）と三国峠ルート（みなかみ町 - 新潟県南魚沼郡湯沢町）があり、上野国と越後国を最短で結ぶため、両者とも古来より利用されてきたが、急峻な地形に加え、夏の集中豪雨、冬の豪雪、雪崩など土砂災害が多発する難所であった。清水峠ルートには上杉謙信を始めとする越後の戦国大名、上杉氏の行軍の際に使用された十五里尾根があり、謙信尾根とも呼ばれた。江戸時代には、三国峠ルートである三国街道が整備され、清水峠ルートは長年にわたって使われなくなった。
明治時代に入り清水峠ルートの距離の短さが注目され、1885年（明治18年）には馬車が通行可能な緩勾配の新道が整備された。この新道は国道の指定を受けたが、その年のうちに豪雨や豪雪により馬車の通行が不能となった。特に荒廃のひどかった新潟県側の区間にはその後、居坪坂と呼ばれる徒歩道が整備されたため、取って代わられ使われなくなった区間は放棄され、現在では道路の痕跡すらほとんど残っていない。一方、群馬県側は徒歩のみではあるが現役の道である。なお、1970年（昭和45年）に群馬県前橋市から新潟県柏崎市に至る国道291号が指定された際に、その放棄された区間がルートに組み込まれたが、依然として現在まで廃道同然となっている。
昭和時代に入ると、1931年（昭和6年）には清水峠付近（直下ではなく、少し離れた谷川岳付近）に鉄道（上越線）の清水トンネル（9,702m、単線）が開通し、川端康成が越後湯沢を訪れるようになり、その経験をもとに『雪国』が執筆された。その冒頭の「国境の長いトンネル」とは、開通したばかりの清水トンネルだとされる。
1957年（昭和32年）には三国峠の直下に車道（国道17号）の三国トンネル（1,218m）が開通し、初めて自動車で上越国境を越えられるようになった。開通から50年以上を経ての老朽化や、コンクリートの追加でただでさえ狭い断面がさらに狭くなってきたことから、2022年3月に新三国トンネルへ付け替えられ、これが上越国境を越える唯一の一般道となっている。
その後、清水トンネル付近には1967年（昭和42年）に上越線の複線化のために新清水トンネル（13,490m、単線）が開通し、こちらが下り（新潟方面）専用に、清水トンネル側は上り（東京方面）専用となった。1982年（昭和57年）には上越新幹線の大清水トンネル（22,221m、竣工当時世界一、複線）が開通した。そして1985年（昭和60年）には関越自動車道の関越トンネル（上り線11,055m、道路用としては日本一）が開通したが、このトンネルは危険物積載車両は通行禁止であるため、そのような車両は三国トンネルを通ることとなった。(2022年3月以降は新三国トンネル)

## 国境上の位置関係

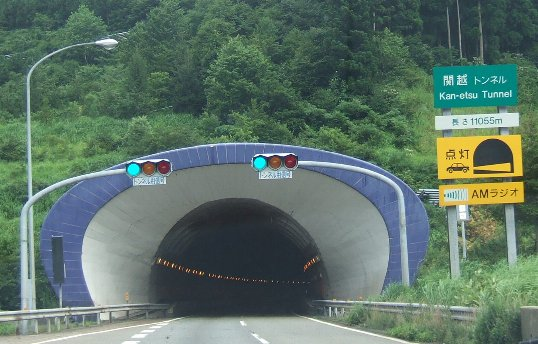
関越トンネルを新潟県側から撮影。

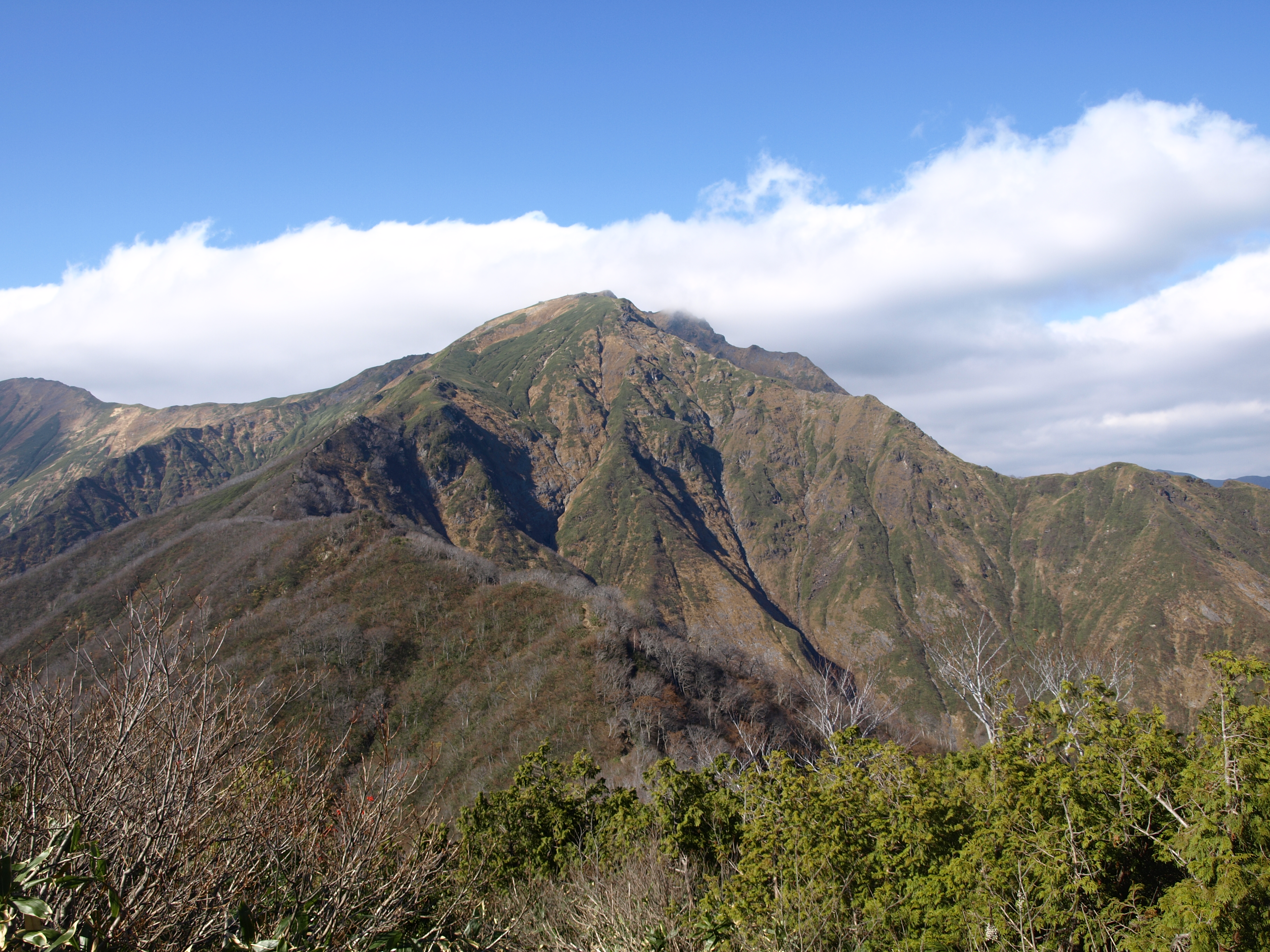
三国山脈の主峰、谷川岳。その地下には幾筋ものトンネルが走る。

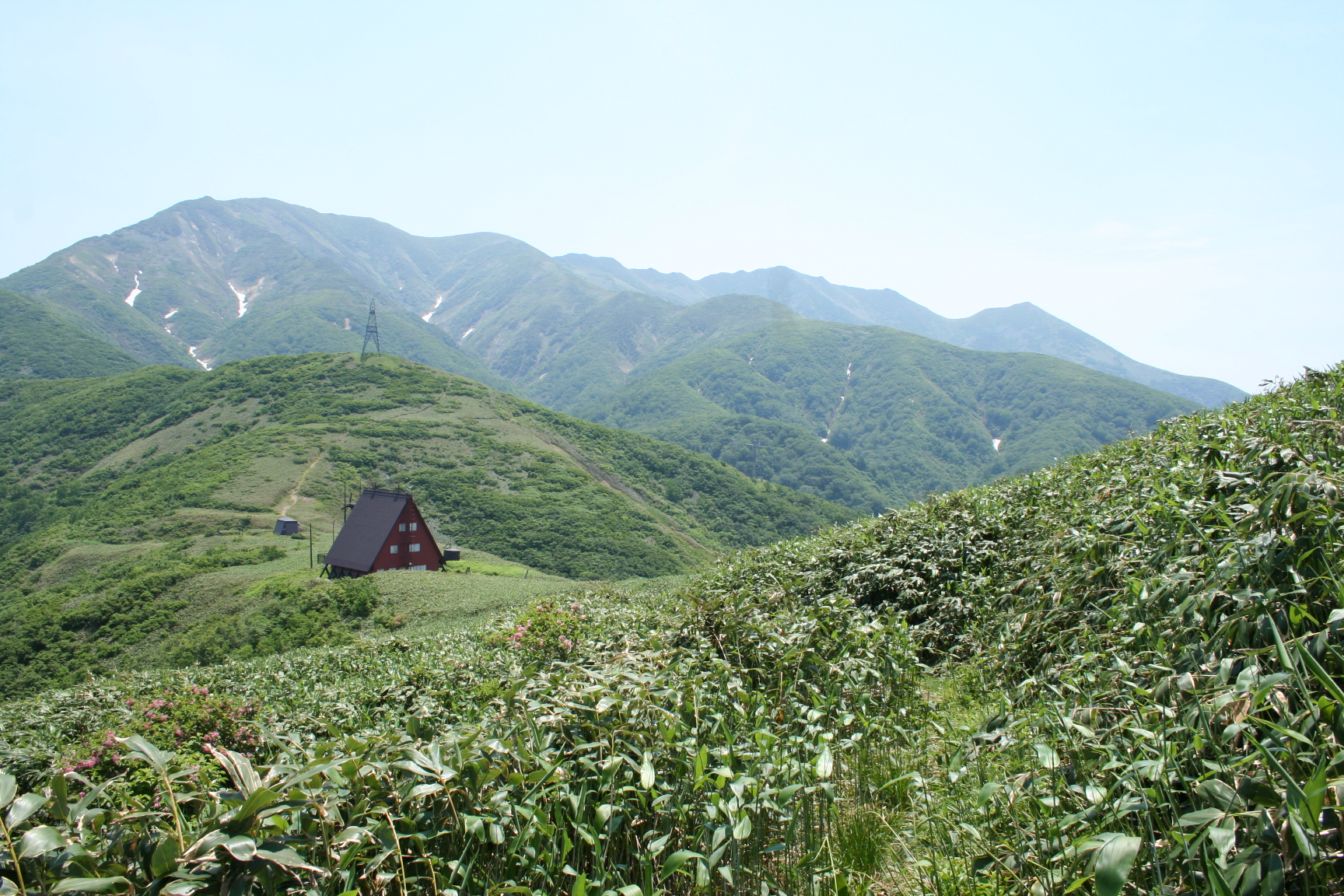
十五里尾根側から清水峠のJR東日本の送電線監視所とその奥に小さく見える避難小屋を望む。背後に朝日岳が見える。

※西の方から順に
- 三国山脈
  - 白砂山
  - 三国峠・新三国トンネル（国道17号）
  - 三国山
  - 平標山
  - 仙ノ倉山
  - 万太郎山
  - 関越トンネル（関越自動車道）
  - 大清水トンネル（上越新幹線）
  - 谷川岳
  - 新清水トンネル（上越線下り）
  - 清水トンネル（上越線上り）
  - 蓬峠
  - 七ッ小屋山
  - 清水峠（国道291号）
  - 朝日岳
  - 巻機山
  - 利根川水源碑
  - 大水上山
  - 平ヶ岳（2141m、上越国境の最高峰）
- 景鶴山
- 尾瀬

## 交通
上越国境を越える道は国境線の西半分に偏っており、東半分には尾瀬付近に徒歩道があるのみである。ただ、登山道は多くの山にあり、また国境をなす稜線に沿った縦走路が多くの区間に存在する。登山道に沿って山小屋・避難小屋が点在する。

### 自動車
国道17号
群馬県利根郡みなかみ町 - 新三国トンネル - 新潟県南魚沼郡湯沢町
- 三国峠は旧道（徒歩道）にある。

関越自動車道
（群馬県側）月夜野IC - 水上IC - 関越トンネル - 湯沢IC（新潟県側）
- 上述のとおり、関越トンネルは危険物積載車両は通行禁止であるため、該当車両は月夜野IC - 湯沢IC間は国道17号を通行する。水上ICで退出しても、国道17号に接続する月夜野IC付近まで戻らなければならないためである。

### 鉄道

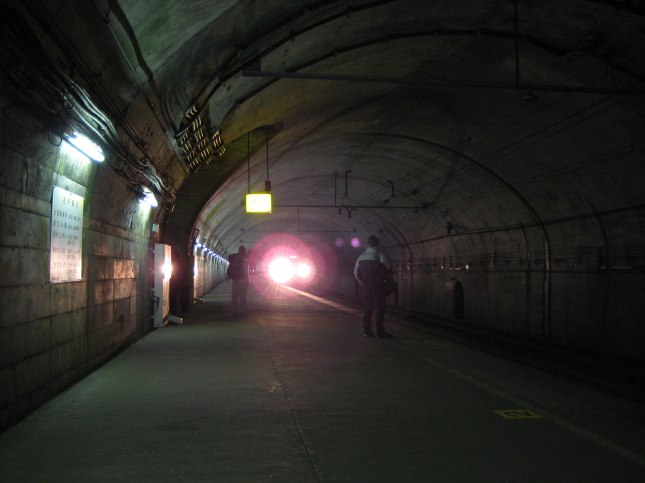
上越線の新清水トンネル内、土合駅の下り地下ホームに進入する普通電車。

上越線
（群馬県側）湯檜曽駅 - 土合駅 - 清水トンネル - 土樽駅（新潟県側）
- 湯檜曽駅と土合駅の下りホームは新清水トンネルの中にあり、地下通路で駅舎と連絡している。

上越新幹線
（群馬県側）上毛高原駅 - 大清水トンネル - 越後湯沢駅（新潟県側）

### 徒歩

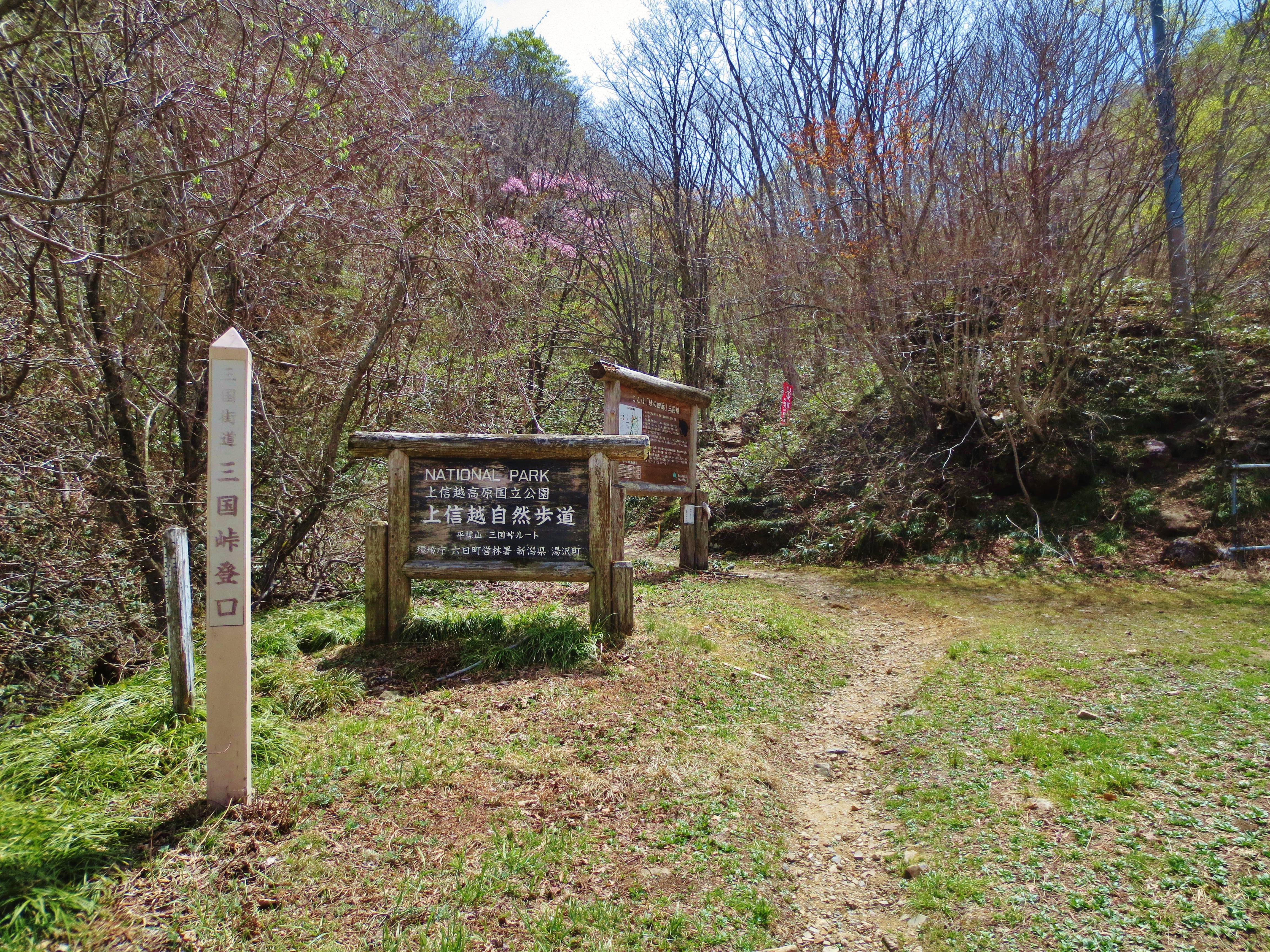
上信越自然歩道・三国峠登口（新潟県側）

上信越自然歩道
南（群馬県側）へ続く - 三国峠 - 三国山 - 平標山 - 北（新潟県側）へ続く
谷川連峰縦走路
平標山 - 仙ノ倉山 - 万太郎山 - 谷川岳
- 谷川岳近傍の山々は谷川連峰と呼ばれる。

馬蹄形縦走路
谷川岳 - 蓬峠 - 七ッ小屋山 - 清水峠 - 朝日岳 - 南（群馬県側）へ続く
国道291号
群馬県利根郡みなかみ町土合・一の倉沢 - 清水峠 - 新潟県南魚沼市清水
- 車両通行不能区間（点線国道）内にある。新潟県側、居坪坂によるバイパス部分はほぼ廃道。